# ایشترسهاوزن
ایشترسهاوزن (به آلمانی: Ichtershausen) یک منطقهٔ مسکونی در آلمان است که در امت واچسنبورگ واقع شده‌است.
 ایشترسهاوزن  ۳٬۸۹۰ نفر جمعیت دارد.

## خواهرخوانده
شهر تسیرنبرگ خواهرخواندهٔ ایشترسهاوزن هست.